# Serhij Zemczenko
Serhij Władyłenowycz Zemczenko, ukr. Сергій Владиленович Земченко, Siergiej Władilenowicz Ziemczenko, ros. Сергей Владиленович Земченко (ur. 31 maja 1961 w Angarsku) – radziecki i ukraiński hokeista. Reprezentant Ukrainy. Trener hokejowy.
Jego synowie Igor (ur. 1983) i Ignat (ur. 1992) także zostali hokeistami. Starszy reprezentował Ukrainę, a młodszy Rosję.

## Kariera zawodnicza
- Jermak Angarsk (1977-1981)
- Sokił Kijów (1980-1988)
- SzWSM Kijów (1988)
- Torpedo Togliatti (1988-1989)
- Podhale Nowy Targ (1990-1991)
- HK Spišská Nová Ves (1993-1994)
- Sokił Kijów (1995-1997)
- Berkut Kijów (1997-1998)

Wychowanek klubu Jermak w rodzinnym mieście. Następnie przeniósł się do Ukraińskiej SRR, gdzie karierę kontynuował w kijowskim Sokile, którego był wieloletnim zawodnikiem. W 1990 został zawodnikiem Podhala Nowy Targ (wraz z nim Michaił Zacharau i Siergiej Warnawski), jednak dalsze występy w tym zespole uniemożliwiła mu ciężka kontuzja złamania nogi. Tymczasowo był w klubie trenerem grup młodzieżowych, po czym odszedł na Słowację. Stamtąd powrócił na Ukrainę, gdzie grał jeszcze w kijowskich klubach. Jednocześnie został reprezentantem Ukrainy. Uczestniczył w turnieju mistrzostw świata Grupy C w 1997. Rok później zakończył karierę.

## Kariera trenerska
- Krylja Sowietow Moskwa (2005-2009), trener
- Ałmaz Czerepowiec (2005-2012), trener w sztabie
- CH Gasteiz (2012-2013), główny trener
- Siewierstal Czerepowiec (2015-), trener-selekcjoner
- Ałmaz Czerepowiec (2015-2018), trener w sztabie
- CH Jaca (2019-), główny trener

Po zakończeniu kariery rozpoczął pracę szkoleniową. Przez kilka lat pracował w Moskwie z juniorami Krylji Sowietow (grał tam jego syn Ignat). Następnie został jedynym z trenerów zespołu Ałmaz, funkcjonującego jako drużyna juniorska klubu Siewierstal Czerepowiec i grającego w lidze MHL (wówczas w zespole grał jego syn Ignat). W sezonie 2012/2013 był trenerem i menadżerem generalnym hiszpańskiego zespołu CH Gasteiz (wówczas w zespole grał jego syn Igor). W 2015 został trenerem-selekcjonerem w Siewierstali Czerepowiec. W tym czasie ponownie został trenerem w sztabie Ałmaza. Od 2019 trener hiszpańskiej drużyny CH Jaca.

## Sukcesy
Reprezentacyjne
- Awans do Grupy B mistrzostw świata: 1997 z Ukrainą

Klubowe zawodnicze
- Brązowy medal mistrzostw ZSRR: 1985 z Sokiłem Kijów
- Brązowy medal mistrzostw Polski: 1991 z Podhalem Nowy Targ
- Srebrny medal Wschodnioeuropejskiej Hokejowej Ligi: 1997 z Sokiłem Kijów
- Złoty medal mistrzostw Ukrainy: 1997 z Sokiłem Kijów
- Srebrny medal mistrzostw Ukrainy: 1998 z Berkutem Kijów

Klubowe szkoleniowe
- Złoty medal mistrzostw Hiszpanii: 2013 z CH Gasteiz